# Stenalcidia nitens
Stenalcidia nitens är en fjärilsart som beskrevs av W. Warren 1906. Stenalcidia nitens ingår i släktet Stenalcidia och familjen mätare. Inga underarter finns listade i Catalogue of Life.